# (13691) Akie
(13691) Akie (1997 SL16) – planetoida z pasa głównego asteroid okrążająca Słońce w ciągu 4,12 lat w średniej odległości 2,57 j.a. Odkryta 30 września 1997 roku.